# Berardius
Pour les articles homonymes, voir Bérardie.
Genre
Statut de conservation UICN

 LC  : Préoccupation mineure
Synonymes
- Berardus Gray, 1863[1]
- Paikea Oliver, 1922[1]

Le genre Berardius comporte trois espèces de baleine à bec, la bérardie d’Arnoux (Berardius arnuxii), Berardius minimus et la bérardie de Baird (Berardius bairdii). Ce sont les plus grandes de toutes les baleines à bec et on parle parfois d’elles comme des baleines à bec géantes.

## Systématique
La bérardie d'Arnoux et la bérardie de Baird sont si semblables que certains scientifiques considèrent leur séparation comme une anomalie historique. Elles seraient indistinguables en mer si leurs aires de répartition n’étaient pas complètement distinctes.
Le nom du genre a été donné en hommage à Auguste Bérard, le capitaine de la corvette Le Rhin qui ramena de Nouvelle-Zélande à Louis Georges Duvernoy le premier crâne à être décrit.

## Description
Elles ont un bec particulièrement long et proéminent, y compris par rapport aux autres genres de baleines à bec. La mâchoire inférieure est plus longue que la supérieure et les dents de devant sont visibles y compris quand la bouche est complètement fermée. Le front est bulbeux. Le corps est svelte, la circonférence représentant seulement 50 % de la longueur. La couleur est uniforme mais peut varier d’un individu à l’autre du gris clair au noir. Les nageoires pectorales sont petites et arrondies et sont disposées vers l’avant du corps. La nageoire dorsale, petite et arrondie également, est située aux trois-quarts du corps. Les bérardies portent sur toute la surface du corps de nombreuses cicatrices blanches qui peuvent être un bon indicateur de l’âge de l’animal. Le dimorphisme sexuel est très faible (les femelles sont légèrement plus grandes que les mâles).

## Liste des espèces
- Berardius arnuxii Duvernoy, 1851 - bérardie d’Arnoux ou baleine à bec d'Arnoux
- Berardius bairdii Stejneger, 1883 - bérardie de Baird ou baleine à bec de Baird
- Berardius minimus Tadasu K. Yamada,2019 - Kurotsuchikujira en japonais

## Population et répartition géographique
La population totale n'est pas connue pour deux des trois espèces. Les estimations pour la baleine à bec de Baird sont de l'ordre de 30 000 individus. On ne sait rien du tout sur la taille de la population de la troisième espèce Berardius minimus, décrite scientifiquement pour la première fois dans les années 2010. Les baleines à bec de Baird et d'Arnoux ont une répartition antitropicale. Les kurotsuchis sont connus pour vivre dans le Pacifique Nord.

Berardius minimus

### Berardius arnuxii

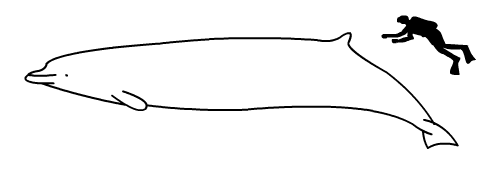
Berardius arnuxii
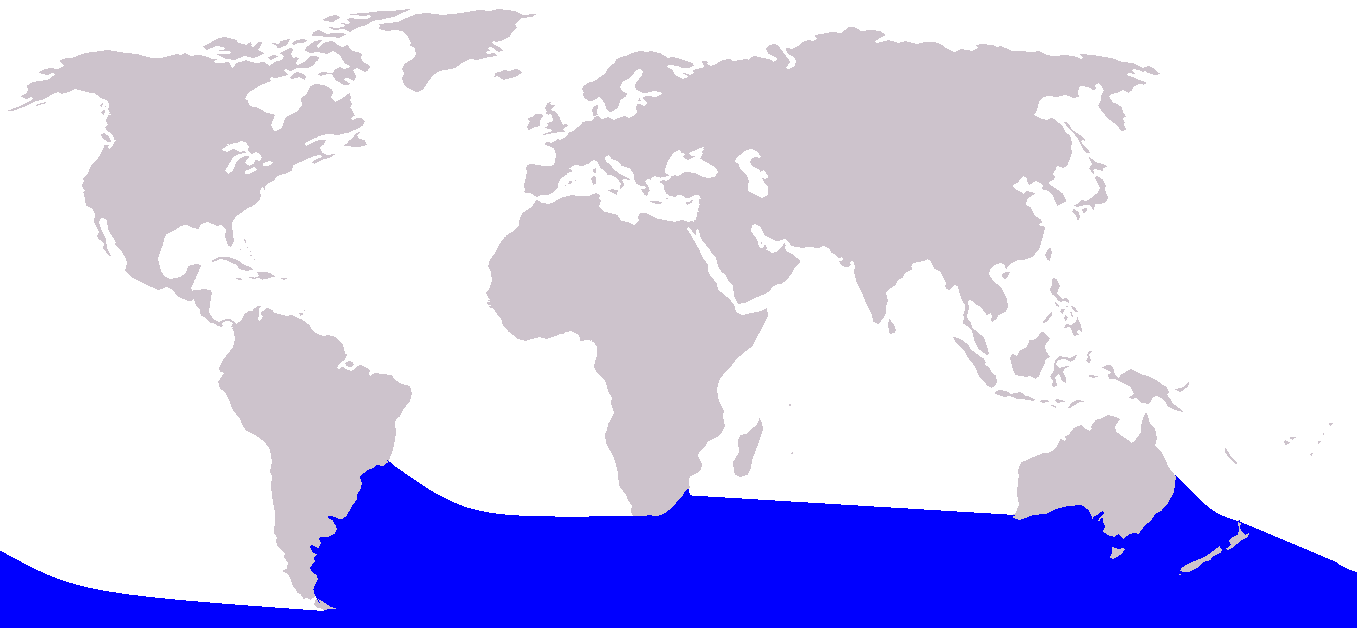
aire de répartition Berardius arnuxii

Les baleines à bec d'Arnoux habitent de grandes étendues de l'océan Austral. De grands groupes comprenant jusqu'à 47 individus, ont été observés au large de Kemp Land, en Antarctique. Les plages en Nouvelle-Zélande et en Argentine indiquent que la baleine peut être relativement commune dans l'océan Austral entre ces pays et l'Antarctique ; des observations sporadiques ont été enregistrées dans les eaux polaires, comme dans le détroit de McMurdo. On en a également repéré près de la Géorgie du Sud et de l'Afrique du Sud, ce qui indique une distribution circumpolaire probable. L'échouage le plus au nord était à 34 degrés sud, ce qui indique que les baleines habitent des eaux fraîches et tempérées, ainsi que des eaux polaires. Il n'y a pas de rapport de stock pour la baleine à bec de l'Arnoux à ce jour par la NOAA.

### Berardius bairdii

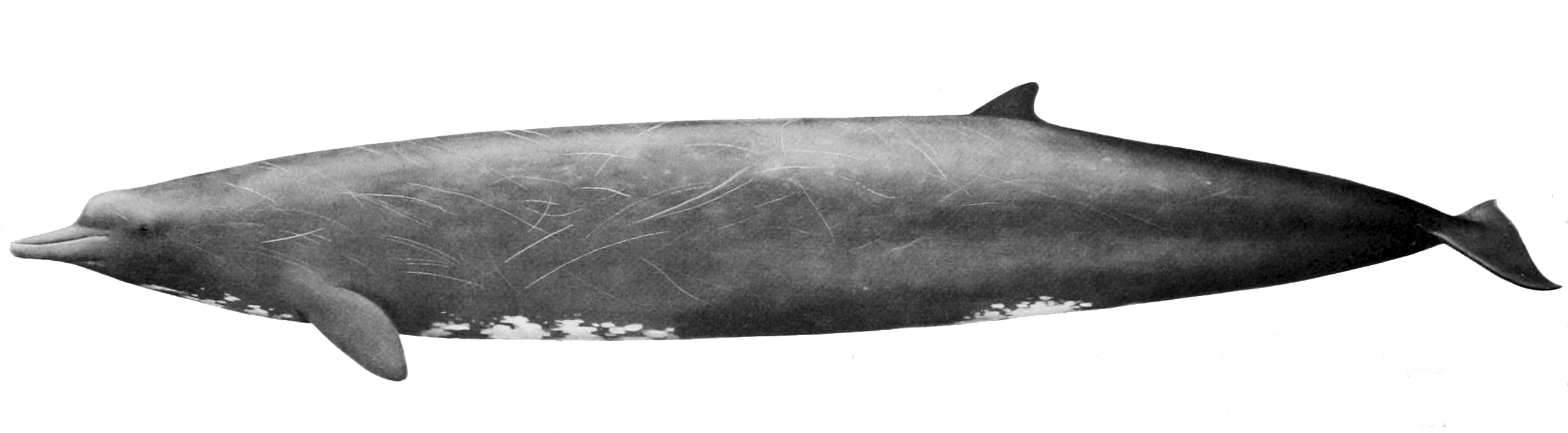
Berardius bairdii
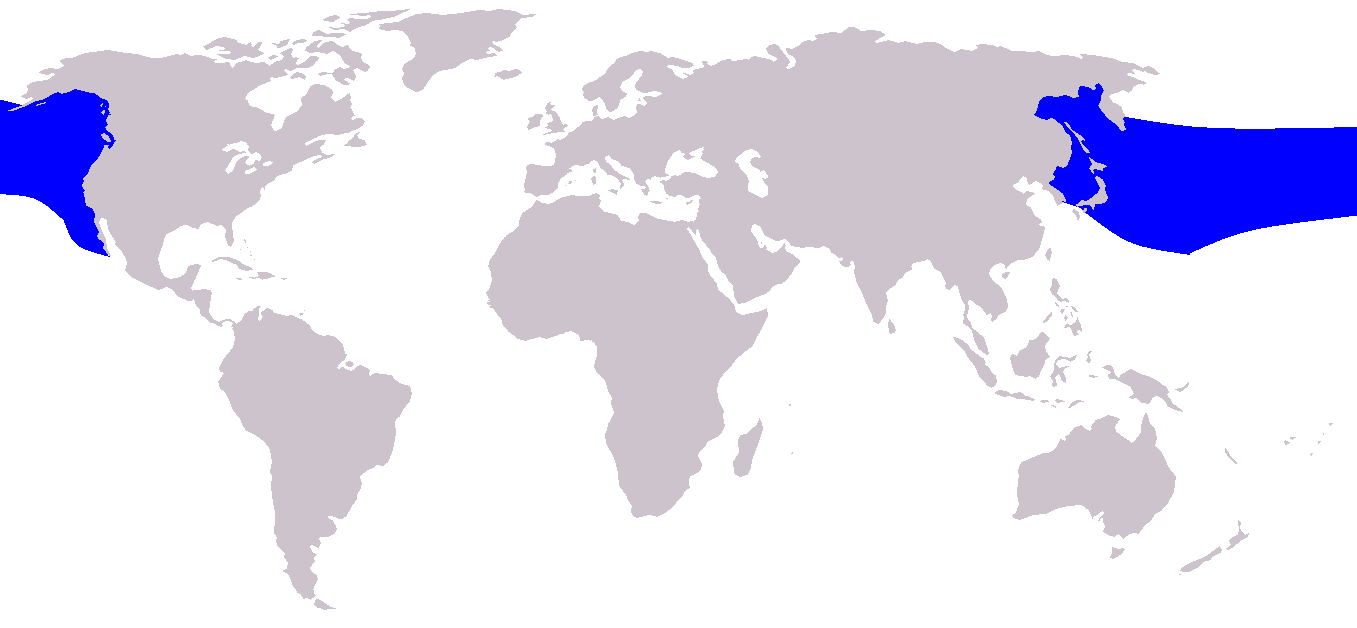
aire de répartition Berardius bairdii

La baleine à bec de Baird se trouve dans l'océan Pacifique Nord, la mer du Japon et la partie sud de la mer d'Okhotsk. Les individus semblent préférer les mers aux falaises escarpées au bord du plateau continental, mais sont connus pour migrer vers les îles océaniques et vers les eaux côtières où des falaises profondes se trouvent à côté de masses terrestres telles que l'île de Rishiri et dans le détroit de Tsugaru, la péninsule de Shiretoko, la baie de Tokyo et la baie de Toyama.